# Oenothera mediomarchica
Oenothera mediomarchica är en dunörtsväxtart som beskrevs av Hudziok. Oenothera mediomarchica ingår i släktet nattljussläktet, och familjen dunörtsväxter. Inga underarter finns listade i Catalogue of Life.